# Discogs
Discogs, een afkorting van discographies (discografieën), is een website en database waarin informatie is te vinden over uitgebrachte muziekplaten. De database functioneert als een wiki: bezoekers kunnen deze informatie zelf aanvullen of wijzigen. Hiervoor is een kosteloze registratie noodzakelijk.
In totaal zijn meer dan 16,8 miljoen uitgebrachte platen, cd's en dergelijke in de database terug te vinden van circa 8.800.000 artiesten en ruim 2.000.000 labels.
In 2005 is de website uitgebreid met een online marktplaats, waarop verkopers alleen objecten kunnen verkopen die zich in de database bevinden.
De servers van Discogs worden onder de domeinnaam discogs.com gehost door Zink Media, Inc. op een databankserver in de Amerikaanse stad Portland. De domeinnaam discogs.com werd in oktober 2000 geregistreerd. Eén maand later werd Discogs gelanceerd.